# Iva Zanicchi

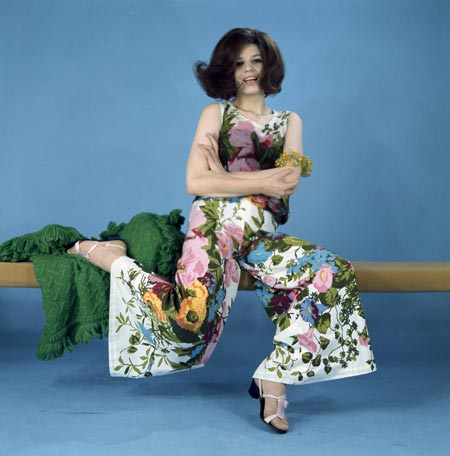
Iva Zanicchi c. 1960.

Iva Zanicchi [ˈiːva dzaˈnikki] (Ligonchio, Emilia-Romaña, 18 de enero de 1940) es una cantante y presentadora italiana. Fue ganadora del Festival de San Remo en tres ocasiones (1967 con «Non pensare a me», 1969 con «Zingara» y 1974 con «Ciao, cara, come stai?»).

## Carrera

### Década de 1960
Iva Zanicchi inició su carrera en 1961, cuando venció en un festival para principiantes patrocinado por la Gazzetta di Reggio Emilia. En 1962 participó en el Festival Nacional para nuevas voces de Castrocaro, llegando a la final, su voz "negra" conquistó las discográficas de la nueva firma Ri-Fi, con la cual firmó un contrato.
Su primer disco se distribuyó en mayo de 1963, y contenía las canciones Zero in amore y Come un tramonto escritas para ella, y dirigida por el maestro Gorni Kramer. En junio de ese mismo año grabó otro sencillo de 45 rpm compuesto por los temas Tu dirai y  6 ore. En ese tiempo, el discográfico Tonino Ansoldi, hijo del dueño Ansoldi, y alma de la casa discográfica RI-Fi, se casó con ella. Ese año participó en el Festival de la Canción Italiana en Suiza con el tema Quando verrai  y en el concurso "Ribalta per Sanremo", antesala de San Remo Giovani. 
En 1964 consigue el éxito con Come ti vorrei, versión italiana de Cry to Me de Solomon Burke. La promoción de ese tema vino inicialmente del "Burlamacco d'Oro de Viareggio" y sucesivamente en varios programas televisivos y su sencillo alcanzó el primer puesto en la clasificación de los discos más vendidos. La cantante manifestó su predilección por el estilo Rhythm & Blues y por la música negra en general.
En 1965, la invitaron al Festival de San Remo donde presentó el tema I tuoi anni più belli compuesta por Mogol con música de Enrico Polito. No obstante, no accedió a la final. En ese año fue finalista del "Disco del verano", donde presentó la canción Accarezzami amore. Su casa discográfica editó su primer álbum Iva Zanicchi conteniendo sus éxitos en sencillos, y el tema Ma l'amore no, arreglado por Augusto Martelli, que la cantante propuso al programa La prova del nove presentado por Corrado Mantoni.
En 1966 participó en la segunda vuelta del Festival de San Remo con La notte dell'addio compuesta por Alberto Testa, que  accedió al "Disco del verano" con Fra noi, llegando casi a la final. En ese año fue invitada al Festival de Nápoles, cantando Ma pecché' y Tu saje 'a verità, y en la Scala Reale presentando Fra noi, que la hace llegar a la finalísima, donde interpretó su nuevo single Monete d'oro. 
En 1967 se alzó con la victoria en el Festival de San Remo donde interpretó Non pensare a me con Claudio Villa.  Volvió al "Disco del verano" al presentar la canción Quel momento. Salió al mercado su segundo álbum titulado Fra noi conteniendo Le montagne conocida como Ci amiamo troppo, versión de River Deep, Mountain High de Ike Turner y Tina Turner. Al año siguiente participó en San Remo presentando Per vivere, escrita por Umberto Bindi. En el "Disco del verano" presentó sin mucha fortuna la canción Amor amor; y en  "Canzonissima" canta Senza Catene, versión de Unchained Melody de Righteous Brothers.  Otro tema de éxito fue La felicità. Se publicó su álbum Unchained Melody. 
En 1969 obtuvo su segunda victoria en San Remo donde cantó Zingara, tema presentado también por Bobby Solo con éxito en ventas, posiblemente sea su canción más famosa. Esta victoria le permitió representar a Italia en el Festival de Eurovisión en Madrid  con Due grosse lacrime bianche. En "Canzonissima" presentó Vivrò, versión de My Prayer de Platters.

### Década de 1970
En 1970 conquistó un tercer puesto en el Festival de San Remo presentando L'arca di Noè, escrita por Sergio Endrigo, uno de los primeros temas "herméticos" de la historia musical italiana. En "Canzonissima" cantó Un uomo senza tempo,  tema de su nuevo álbum Iva senza tempo. Posteriormente presenta Un fiume amaro, de su nuevo álbum Caro Theodorakis...Iva, un disco con doce canciones escritas por el cantautor griego Mikis Theodorakis: fue la primera cantante italiana en cantar del autor de Danza di Zorba, siguieron, Milva y Ornella Vanoni. Se presentó en la finalísima con Una storia di mezzanotte escrita por Nicola Di Bari  clasificándose sexta.  En noviembre de ese año debutó como conductora radiofónica en el programa "Il gioco dei tre", donde, además de cantar, recitaba breves escenas con Antonio Guidi. Realizó un video con Giuseppe Ungaretti para promover Un uomo senza tempo. En ese año entró al mercado otro álbum: Iva senza tempo
En enero de 1971 desarrolló un rol de actriz para la trasmisión Gli amici del bar, con la dirección de Maurizio Corgnati, el exmarido de Milva. A comienzos de abril de ese año publicó el álbum Caro Aznavour donde interpreta con bravura algunos temas del chansonnier francés Charles Aznavour con Ed io tra di voi. Fue un éxito notable marcando su madurez interpretativa y su ascendente fibra artística, como las propuestas en el álbum Shalom, un disco con  cantos hebraicos, y con Sciogli i cavalli al vento. En el "Disco del verano" obtiene amplio consenso con uno de sus temas más famosos: La riva bianca la riva nera, un himno pacifista,  clasificado tercero en la manifestación estiva. Ese mismo tema fue segundo del Festivalbar.
En 1972 en la finalísima de "Canzonissima" 1971 presentó Coraggio e paura conquistando la tercera posición, mientras en la edición de "Un disco per l'estate" proponiendo Nonostante lei llega a la final. En la trasmisión televisiva Sai che ti dico? con Sandra Mondaini y Raimondo Vianello, Iva dedicó una fantasía musical a un autor o a un intérprete,  naciendo la idea del álbum Fantasia. En diciembre de ese año publicó su nuevo álbum Dall'amore in poi con Amazing grace  traducido por Paolo Limiti, con el título La mia sera, y Mi ha stregato il viso tuo, presentada en la finalísima dr Canzonissima (3ª posición).
En febrero de 1973 cantó en el Madison Square Garden de Nueva York, la primera italiana en hacerlo, dentro de su tour por EE. UU. y Canadá. En ese año su casa discográfica publicó tres álbumes: Le giornate dell'amore con la canción homónima y con I colori di diciembre que sería "banda sonora" del filme A Venezia... un diciembre rojo-shocking escrita para ella por Pino Donaggio. El disco Eccezionale Iva, resumen de canciones ya editadas.  Es invitada al Teatro Olympia de París, dando varios conciertos, y a fines de ese año, canta Amare, non amare. En ese mismo año se reúne con Franco Simone,  Fred Bongusto y con Corrado Castellari para publicar un álbum natalicio con el título Dolce notte santa notte.
En 1974, obtiene su tercera victoria en el Festival de San Remo con Ciao Cara come stai  escrita por Cristiano Malgioglio.  Con Testarda io (del álbum Io ti propongo) escrito por Roberto Carlos se la confirma como estrella del firmamento canoro italiano, y se puso en el primer puesto de clasificación de venta de álbum por varias semanas, saca su primer álbum en castellano, para el mercado latino con el título ¿Chao Iva cómo estas?.
En 1975 sale su álbum Io sarò la tua idea con algunos temas del hermano Castellari, e inspirados de imágenes libres transcriptas de Federico García Lorca. En los años sucesivos aunque Iva siente la crisis discográfica, sigue interpretando y obteniendo espacio para ser cantautor.
En 1976 renovó su género y llamó a autores como Umberto Balsamo y Cristiano Malgioglio para escribirle, para su próximo álbum Confessioni que traía temas como I discorsi tuoi, Confessioni, Che uomo sei. Al final del año publica un álbum de canciones clásicas Cara Napoli, y con la colaboración de Tullio De Piscopo. Publicó su tema para niños Mamma tutto. En el Festival de San Remo de 1977 fue invitada de honor donde cantando Arrivederci Padre. 
En 1978 decidió mostrar a su público la versión sexy con el álbum Playboy, confeccionado por Cristiano Malgioglio, autor de gran parte de las canciones contenidas,  Pronto 113, Agrodolce, Tu...layboy,  Quanto dura poco l'estate,  escritas para ella por Donatella Rettore. Aunque Giuni Russo escribe uno de sus temas, en formato 45 rpm, publicado Mal d'amore. Se presentó y fue parte del jurado en el XIX Festival Internacional de la Canción de Viña del Mar. Participó en el Festivalbar con la canción Con la voglia di te promoviendo su álbum homónimo. La muerte de un ser querido, y la crisis de la casa Ri-Fi marcó un periodo difícil de su carrera discográfica. En 1979 firmó un contrato con una nueva casa discográfica, la Traccia,  publicando su 45 rpm A parte il fatto/Capirai.

### Década de 1980
En 1980 publicó el álbum D'Iva con una versión en castellano para el mercado español. En 1981 publicó por una casa discográfica española un nuevo álbum, Ardente, con sonoridad dance, con gran popularidad en España y en América del Sur. Igualmente en 1981 incide en su tercer álbum en español para el mercado hispano: Nostalgias. En 1982 sale otro álbum en castellano para el mercado hispano Yo, por amarte
En 1984 vuelve al mercado discográfico italiano presentándose en el Festival de San Remo con Chi mi dara escrita por ella misma: "Malgioglio e Balsamo", dándole un discreto éxito. 
En Saint-Vincent propuso Quando arriverà que daba el título al homónimo álbum. En el transcurso del año participó en un programa Mediaset conducido por Johnny Dorelli y Ornella Muti, "Premiatissima", una gala cantora donde presentó algunos temas del pasado como una versión de Va pensiero que trata del Nabucco de Verdi, La notte, célebre canción de Adamo y la versión italiana de Strangers in the Night de Frank Sinatra que en italiano quedó como Sola più che mai, que Iva incluyó en el álbum Iva 85. Presentará también en "Canale 5" un programa con el  título Facciamo un affare, conduciéndolo durante la temporada televisiva 1985/1986. La sigla de Facciamo un affare era Da domani senza te y era cantada por Iva.
En 1987 condujo OK il prezzo è giusto con Gigi Sabani y durante trece años, en catorce ediciones (una por año, más una del verano de 1989). Fue en este periodo que su carrera televisiva empaña su precedente carrera discográfica.
En 1987 publica el álbum Care colleghe, homenaje a sus colegas más famosos. En 1988 publica Nefertari (álbum 1988), con algunas canciones de jóvenes autores. El álbum entró en la clasificación de "Tv, Sorrisi e Canzoni" y, en el curso del año, Iva participó en el programa "Super classifica show", donde presentó su video Kajàl.
En 1989 condujo la primera noche en Canale 5 con el especial Gran festa italiana, también participó en varias trasmisiones musicales, en 1989 en Una rotonda sul mare con Come ti vorrei y en C'era una volta il festival con el tema Zíngara, con el que se adjudicó el cuarto puesto.

### Década de 1990
En 1990 condujo en primera noche del Canale 5 Holiday on ice. Durante el verano de ese año participó en la segunda edición de Una rotonda sul mare, cantando Testarda io (versión de A Distância de Roberto Carlos y Erasmo Carlos) y Vivrò. En 1991 estuvo en "Five Record" con el álbum Come mi vorrei,  interpretando con la tradición "soul y rhythm" en blues. Disco de gestación larguísima, con una versión de Pugni chiusi: la versión italiana de Woman in Love de Barbra Streisand que pasó a titularse Forte più forte. Durante el verano condujo de lunes a sábado Estate 5. En enero de 1992 Iva conduce Sabato Ok. En 1993 conduce Sei meno meno un programa con protagonistas pequeños niños. En 1995 presenta La grande avventura trasmisión de festejos de 15 años de Canale 5, y de Una sera ci incontrammo. Participa en Viva Napoli,  venciendo con Tu ca nun chiagne
En los 1990s se consolida su éxito televisivo, con Ok il prezzo è giusto. Entre 1996-97 presentó en Rete 4 Iva Show dedicado a historias de gente común e inspirado en la popular trasmisión televisiva americana de Oprah Winfrey.  
En política, en 1999 se presenta como candidata con Forza Italia a las elecciones Europeas pero no fue electa. Será eurodiputada del Parlamento Europeo posteriormente, entre 2009 y 2014 con Il Popolo della Libertà (2009-2013) y con Forza Italia (2013-2014), siendo Vicepresidenta de la Comisión de Desarrollo.

### Década de 2000 y posteriores
Después de haber abandonado Ok il prezzo è giusto, en 2000 Carlo Conti la llama para darle la conducción de Domenica In. El pase a Radiotelevisione Italiana RAI no la gratificó y volvió a Rete 4 conduciendo el programa Sembra ieri, por Testarda io y sucesivamente Ed io tra di voi: se trataba de un talk-show con personajes sobre todo del pasado musical, que coincidía en parte con la onda del éxito del análogo programa de Paolo Limiti. En 2001 publica el sencillo Ho bisogno di te, y un libro, Polenta di castagne, recordando en clave irónica la historia de su familia. 
En 2003 Iva retornó al Festival de San Remo con Fossi un tango,  y publicó un nuevo álbum dedicado al tango. El CD Fossi un tango con temas conocidos como Caminito y Bésame Mucho, arreglados de manera moderna por Mario Lavezzi, y algunos temas inéditos escritos por  Luis Bacalov,  Aldo Donati, Loriana Lana,  Avion Travel, y un espiritual dueto con Teo Teocoli. 
En 2004 Iva realizó con otros artistas una gira en Sudamérica en colaboración con Radio Italia. En 2005 condujo en Canale 5 un programa de cocina titulado "Il piattoforte". En marzo es comentarista del Festival de San Remo conducido por Paolo Bonolis. El 11 de marzo, Zanicchi participó en el reality "Music Farm", conducido por Simona Ventura. El 9 de julio parte con "Fra di noi":  extraordinaria gira para cantar por toda Italia, después de 15 años. El 6 de septiembre sale "I prati di Sara", su segundo libro que cuenta la historia de Ilde y de Emma. El 4 de diciembre se emite en televisión la ficción "Caterina e le sue figlie" donde Iva interpretó a la empleada postal Liliana. En 2006 retornó al Festival de San Remo, pero no como cantante, sino comentarista para "Verissimo". El 2 de julio presentó a Paolo Manila la 5° edición del "Milano Gospel Festival", que va por "Telepace". El 21 de julio Iva Zanicchi está de gira con Shel Shapiro. En septiembre comenzó a girar con Virna Lisi en la ficción "Caterina e le sue figlie 2", donde interpretaba nuevamente a Liliana. El 29 de octubre Iva entra oficialmente en el reparto de "Buona domenica" conducido por Paola Perego, donde cada domingo se comentaban algunos momentos musicales.
Fue eurodiputada del Parlamento Europeo entre 2009 y 2014 con Il Popolo della Libertà (2009-2013) y con Forza Italia (2013-2014), siendo Vicepresidenta de la Comisión de Desarrollo.
Zanicchi participó, una vez más, en el Festival de San Remo de 2022 con el tema Voglio amarti.

## Premios
- Es la única intérprete en la historia de la canción italiana en haber ganado tres veces el Festival de San Remo (1967, 1969 y 1974).
- Es la primera cantante italiana en recorrer la Unión Soviética en una gira.
- Es la primera intérprete italiana en haber cantado la canción de Mikis Theodorakis.
- Fue la primera cantante italiana en tener un concierto de música popular en el Teatro Regio de Parma.

## Participaciones en el Festival de San Remo
- 1965 I tuoi anni più belli, junto con Gene Pitney (eliminada)
- 1966 La notte dell'addio, junto con Vic Dana (7.ª clasificada)
- 1967 Non pensare a me, junto con Claudio Villa, (1.ª clasificada)
- 1968 Per vivere, junto con Udo Jürgens (eliminada)
- 1969 Zingara, junto con Bobby Solo, (1.ª clasificada)
- 1970 L'arca di Noè, junto con Sergio Endrigo (3.ª clasificada)
- 1974 Ciao cara come stai?, (1.ª clasificada)
- 1977 Arrivederci padre (como invitada de honor)
- 1984 Chi mi dara (9.ª clasificada)
- 2003 Fossi un tango (20.ª clasificada)
- 2009 Ti voglio senza amore
- 2022 Voglio Amarti

## Discografía
- 1965 Iva Zanicchi
- 1967 Fra noi
- 1968 Unchained Melody
- 1970 Iva senza tempo
- 1970 Caro Theodorakis... Iva
- 1971 Caro Aznavour
- 1971 Shalom
- 1972 Fantasia
- 1972 Dall'amore in poi
- 1973 Le giornate dell'amore
- 1973 Dolce notte santa notte (álbum natalizio)
- 1974 Io ti propongo
- 1974 ¿Chao Iva còmo estas? (1° álbum en castellano para España, Latinoamérica y México)
- 1975 Io sarò la tua idea
- 1976 Confessioni
- 1976 The Golden Orpheus '76 (live in Bulgaria)
- 1976 Cara Napoli
- 1978 Con la voglia di te
- 1978 Playboy
- 1980 D'Iva
- 1980 D'Iva (in spagnolo) (2° álbum en castellano para España, Latinoamérica y México)
- 1981 Iva Zanicchi
- 1981 Nostalgias (3° álbum en castellano para España, Latinoamérica y México)
- 1982 Yo, por amarte (4° álbum en castellano para España, Latinoamérica y México)
- 1984 Quando arriverà
- 1984 Iva 85
- 1987 Care colleghe
- 1988 Nefertari
- 1991 Come mi vorrei
- 2003 Fossi un tango
- 2009 Colori d'amore
- 2013 In cerca di te